# Suicidio di Catone
Il Suicidio di Catone è un dipinto olio su tela (96×71 cm) del Guercino, datato 1641 e conservato nei Musei di Strada Nuova di palazzo Rosso a Genova.

## Storia e descrizione
Il dipinto fu commissionato da tal Marcantonio Eugenio, avvocato di Perugia attivo stabilmente a Roma. Una notula di pagamento a titolo di acconto, pari a 15 scudi, risulta pagata in favore del pittore in data 22 novembre 1640, mentre il saldo avvenne il 7 dicembre del 1641 per 45 scudi.
L'opera faceva pendant con una Morte di Seneca, valutata esattamente quanto il Catone (60 scudi) e richiesta dallo stesso avvocato nel 1643 e di cui si sono perdute le tracce, soggetto molto in voga in quell'anno nel catalogo del Guercino, tant'è che ne fu nota un'altra versione commessa dal cardinale Antonio Barberini pagata 75 scudi.
Il dipinto in questione compare negli inventari settecenteschi entro le collezioni Brignole, finché non viene donato alla città di Genova nel 1889 dall'ultima esponente del casato, la duchessa di Galliera, Maria Brignole Sale.
Catone è ritratto a mezzo busto in atto di trafiggersi con la spada, dalla cui ferita zampillano alcune gocce di sangue (secondo la storia, infatti la condottiero preferì la sorte del suicidio anziché quella della sconfitta in battaglia). In piena linea col fare caravaggesco, la scena è caratterizzata in alto a sinistra e a copertura del militare da due drappi rossi.